# Tang Gonghong
Tang Gonghong, född 5 mars 1979 i Yantai, är en kinesisk tyngdlyftare.
Hon blev olympisk guldmedaljör i +75-kilosklassen i tyngdlyftning vid sommarspelen 2004 i Aten.